# Phleum alpinum
Phleum alpinum L., 1753 è una specie di pianta appartenente alla famiglia delle Poaceae, diffusa nelle zone montuose di Europa, Asia, America del Nord e del Sud.